# Friedrich Ulmer (Schauspieler)
Friedrich Ulmer (* 27. März 1877 in München; † 26. April 1952 in Traunstein) war ein deutscher Schauspieler und Schriftsteller.

## Leben
Ulmer stand erstmals im Alter von 18 Jahren auf der Bühne des Residenztheaters in München. Obwohl er ursprünglich Jurist war und als Rechtsanwalt arbeitete, hörte er damit bald auf, um sich der Schauspielerei zu widmen. Noch vor dem Ersten Weltkrieg wurde er am Münchner Hof-Theater eingestellt, sein künstlerischer Aufstieg begann aber erst nach dem Krieg.
Im Jahr 1921 gastierte er für kurze Zeit am Lessingtheater in Berlin, kehrte aber anlässlich der Festspiele am Künstlertheater in München, wo er mehrere Rollen, wie etwa die des Florian Geyer und des Petrucchio bekam, wieder zurück und wurde dort zum Spielleiter ernannt. In der Folge wurde er 1929 vom Bayerischen Kultusministerium als Professor für Dramaturgie und Regie an die Universität München berufen. Im Jahr 1933 wurde er von den Nationalsozialisten gezwungen, aus dem Münchner Theaterbetrieb auszuscheiden und gelangte erst 1935, also erst nach fast 15 Jahren, in denen er bis auf ein kurzes Gastspiel in München tätig war, nach Berlin zurück. Nach einigen Jahren kehrte er aber wieder nach München zurück, konnte aber nicht mehr Fuß fassen.
Von 1920 bis in die 1940er-Jahre war er auch in einer Reihe von Filmen als Schauspieler zu sehen, außerdem tat er sich auch als Schriftsteller hervor. Ulmer stand 1944 in der Gottbegnadeten-Liste des Reichsministeriums für Volksaufklärung und Propaganda.

## Filmografie
- 1920: Die Hexe von Lolaruh
- 1920: Das schwarze Amulett
- 1920: Der Totenkopf
- 1922: Sterbende Völker (2 Teile)
- 1924: Helena (2 Teile)
- 1929: Waterloo
- 1933: Der Tunnel
- 1934: Die Czardasfürstin
- 1934: Schloß Hubertus
- 1935: Der Klosterjäger
- 1935: Der alte und der junge König
- 1935: Der rote Reiter
- 1935: Frischer Wind aus Kanada
- 1935: Das Mädchen Johanna
- 1935: Die Heilige und ihr Narr
- 1936: Standschütze Bruggler
- 1937: Das Schweigen im Walde
- 1937: Der Berg ruft
- 1938: Stärker als die Liebe
- 1939: Das Recht auf Liebe
- 1939: Der Feuerteufel
- 1940: Ein Mann auf Abwegen
- 1940: Der Herr im Haus
- 1940: Das Fräulein von Barnhelm
- 1941: Hochzeitsnacht
- 1941: Carl Peters
- 1941: Ohm Krüger
- 1941: Kameraden
- 1942: Die See ruft
- 1942: Geheimakte W.B. 1
- 1943: Der Ochsenkrieg
- 1943/47: Jugendliebe